# Kreuz (Totes Gebirge)
Das Kreuz ist ein 2174 m ü. A. hoher Berg im Toten Gebirge in Oberösterreich. Die als Apfelplan bezeichnete Südflanke sinkt mit schrofendurchsetzten Rasenmatten zur Ackergrube ab und ist durch ihren Pflanzenreichtum bekannt. Dem Hetzautal zugewandt ist die senkrechte, aus teilweise brüchigem Fels bestehende Nordwand, die im Westen von einer markanten, gestuften Kante begrenzt wird. Nach Norden leitet ein Grat zum Zwillingkogel. Nach Osten führt der Grat des Prielkamms zur Kirtagmauer. Der viel besuchte Gipfel mit hölzernem Gipfelkreuz ist von der Welser Hütte aus leicht erreichbar und bietet einen schönen Rundblick. Das Kreuz ist auch ein beliebter Kletterberg mit etlichen Kletterrouten wie die Nordwestkante oder die Westverschneidung.

## Aufstieg
Auf den Gipfel führt kein markierter Anstieg. Der Normalweg verläuft dem Weg 215 folgend zur Welser Hütte und durch die Südflanke, der Falllinie folgend auf den Grat und dann östlich auf den Gipfel.